# ال.دی. کلاوسون
ال. دی. کلاوسون (انگلیسی: L. D. Clawson; ۵ اکتبر ۱۸۸۵ – ۱۸ ژوئیهٔ ۱۹۳۷) فیلم‌بردار اهل ایالات متحده آمریکا بود.

## فیلم‌شناسی
- سنکپ (۱۹۲۹)
- سوگند (۱۹۲۱)
- ممنوع (۱۹۱۹)
- تمدن (فیلم) (۱۹۱۶)
- نفاق (۱۹۱۵)